# Брок (Підляське воєводство)
Брок (пол. Brok) — село в Польщі, у гміні Високе-Мазовецьке Високомазовецького повіту Підляського воєводства.
Населення — 98 осіб (2011).
У 1975-1998 роках село належало до Ломжинського воєводства.

## Демографія
Демографічна структура станом на 31 березня 2011 року:
|          | Загалом | Допрацездатний вік | Працездатний вік | Постпрацездатний вік |
| -------- | ------- | ------------------ | ---------------- | -------------------- |
| Чоловіки | 51      | 16                 | 27               | 8                    |
| Жінки    | 47      | 13                 | 24               | 10                   |
| Разом    | 98      | 29                 | 51               | 18                   |